# Dagstuhl

Blason du Dagstuhl

La seigneurie de Dagstuhl fut l'un de très nombreux États qui constituèrent le Saint-Empire romain germanique. Elle est située sur le flanc sud de l'Hunsrück, au nord de l'actuel land de Sarre. Après la réforme de l'empire en 1500, elle est intégrée au cercle du Haut-Rhin. Elle fut liée dès le XVIIe siècle à la personne du prince-évêque de Trèves. En 1815, la Prusse acquit cette seigneurie et l'intégra dans son royaume au sein de la Rhénanie prussienne.
Les armes du Dagstuhl sont : d'or au sautoir de sable.

## Histoire
Dans la seconde moitié du XIIIe siècle (v. 1270), le chevalier Boemund fait ériger un château qui domine alors la région. Au XIVe siècle, la possession est partagée entre les quatre filles du dernier héritier. Puis, dans la première moitié du XVIIe siècle, l'archevêque de Trèves Philipp Christoph von Sötern achète la seigneurie de Dagstuhl au dernier membre masculin de la famille von Fleckenstein-Dagstuhl, Georg II.